# Aenictes
Aenictes là một chi bướm đêm thuộc họ Geometridae.